# Grito
Chansons représentant le Portugal au Concours Eurovision de la chanson
Ai coração
(2023)
Grito ("Cri" en portugais) est une chanson de la chanteuse portugaise Iolanda, écrite par elle-même aux côtés d'Alberto "Luar" Hernández. Elle est sortie le 18 janvier 2024 dans le cadre de sa participation au 58e Festival da Canção, la sélection nationale du Portugal pour le Concours Eurovision de la chanson, qu'elle a fini par remporter, obtenant ainsi le droit de représenter le Portugal au Concours Eurovision de la chanson 2024. La chanson est intégralement interprétée en portugais.

## Contexte et composition
Dans une interview, Iolanda a expliqué qu'elle avait écrit la chanson après avoir été invitée par la Radio-télévision du Portugal (RTP) à participer au Festival da Canção, et l'a décrite comme « un cri d'autodéfense et de confiance en soi ».

## Concours Eurovision de la chanson

### Au Festival da Canção
Iolanda a été annoncée comme compositrice pour le Festival da Canção le 18 novembre 2023  et comme participante le 18 janvier 2024 par RTP. La chanson a été tirée au sort pour participer à la première demi-finale le 24 février, en 9e position. Elle s'est qualifiée pour la finale en se classant première avec 22 points. Lors de la finale du 9 mars, elle a interprété sa chanson en 6e position, remportant la finale avec 22 points, obtenant un maximum de 12 points du jury d'experts et 10 points du vote du public.

### À l'Eurovision
Grito est la chanson qui représente le Portugal au Concours Eurovision de la chanson 2024, qui aura lieu à la Malmö Arena de Malmö, en Suède. Lors du tirage au sort des demi-finales du 30 janvier 2024, le pays a été tiré au sort pour participer à la première demi-finale du 7 mai 2024. La chanson sera interprétée en 14e position de la première demi-finale. Le 12 mai 2024, à la suite de la finale du concours Eurovision de la chanson, Grito se classe à la 10e place du classement final, ayant obtenu un total de 152 points.